# أم عدس فرس
أم عدس فرس قرية سوريّة تتبع إداريّاً لمحافظة حلب منطقة منبج ناحية مركز منبج، بلغ تعداد سكانها 1,444 نسمة حسب التعداد السكاني لعام 2004.